# Матала (Аскинский район)
Матала (баш. Мәтәле) — деревня в Кубиязовском сельсовете Аскинского района Республики  Башкортостан России.

## Население
| 2002 | 2009 | 2010 |
| ---- | ---- | ---- |
| 131  | ↘67  | ↘56  |

Согласно переписи 2002 года, преобладающая национальность — башкиры (57 %).

## Географическое положение
Расстояние до:
- районного центра (Аскино): 23 км,
- ближайшей железнодорожной станции (Куеда): 134 км.